# Tory drewniane

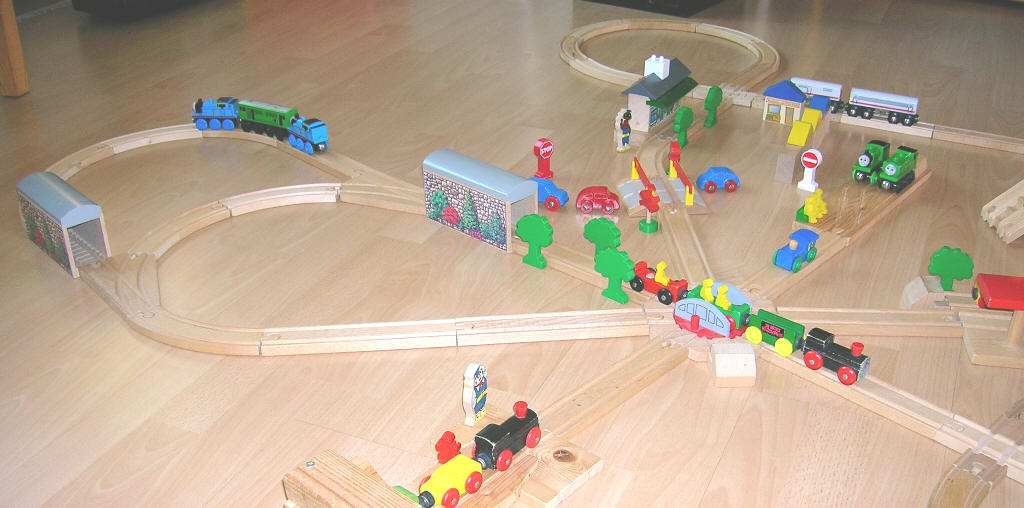
Przykładowe zastosowanie drewnianych torów

Tory drewniane – system specjalnie wyciętych listewek drewnianych o grubości 1 cm z frezowanymi rowkami, po których mogą toczyć się koła pociągów – zabawek. Tory – o różnej długości i kształtach – można łączyć ze sobą za pomocą specjalnych łączników. Kluczowy element zabawki dla małych dzieci, nawiązujący do zabawy pociągami.

## Historia
Pierwszą osobą, która wpadła na pomysł drewnianych pociągów jeżdżących po drewnianych torach był Marshal H. Larrabee II, założyciel the Skaneateles Handicrafters, która to rozpoczęła produkcję w 1936 roku w Stanach Zjednoczonych. W Europie erę kolejek drewnianych zapoczątkowała szwedzka firma Brio, produkująca takie kolejki od 1957 roku.
Do Polski drewniane pociągi trafiły stosunkowo niedawno, wprowadzane na rynek przez: Brio, Bigjigs, Tesco, Ikea. Od 2011 roku, gdy w sklepach pojawiła się duża liczba tanich zestawów, popularność takich zabawek zaczęła szybko rosnąć. Na rynku pojawiło się dużo nowych producentów i dystrybutorów.